# Martim Peres
Martim Peres foi um nobre medieval do Reino de Portugal, foi Senhor da Capela dos Ferreiros e do morgadio de Touriz, localizado no concelho de Portalegre.

## Relações familiares
Foi filho de Pedro Martins, senhor de Touriz. E de uma senhora cujo nome a história não regista pai de:
1. Senhorinha Martins casada com Vicente Anes Correia.